# Острів Відродження
From Wikipedia, the free encyclopedia

Острів Відродження (іноді Возрождєнія; узб. Tiklanish (Vozrojdeniye) orollari; каз. Возрождение аралы) — колишній острів у центральній частині Аральського моря. Нині — урочище, більша південна частина якого належить Муйнацькому району Каракалпакстану Узбекистану, менша північна — Аральському району Кизилординської області Казахстану. До обміління моря, що розпочалося в 1960-ті роки, площа острова становила близько 216 км².

## Природа
Острів є частиною древнього меридіонального підняття дна Аральського моря, що ділить його на два басейни різної площі, менший західний і більший східний. Коли в посушливі роки Східний Арал повністю пересихає, урочище стає частиною Аралкуму. Острів складений шарами вапнякових порід, присутні виходи на поверхню крейдяних порід.
Рельєф низовинний, місцями ділянки бугристих пісків.
Пустельна і напівпустельна рослинність.

## Історія

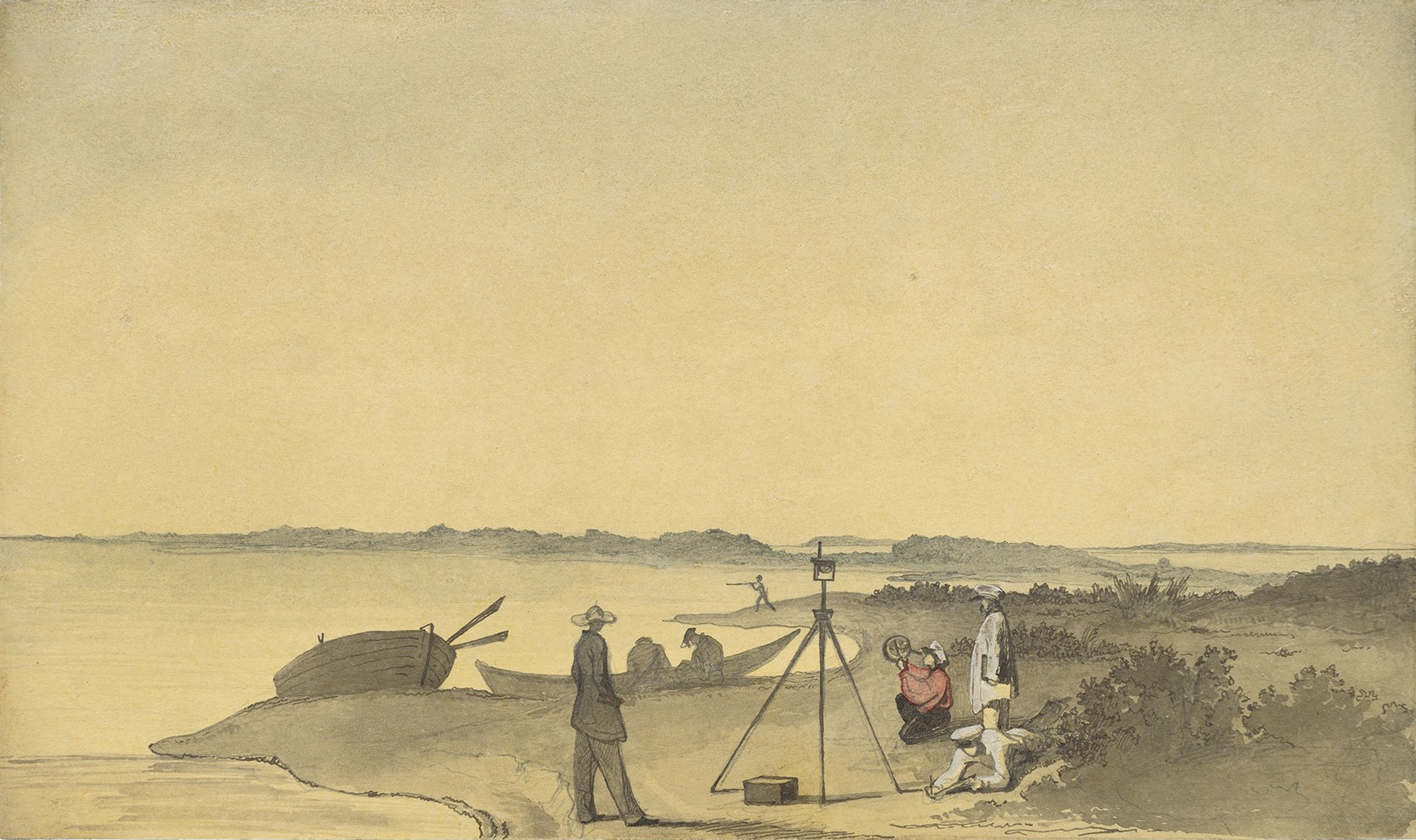
Шевченко, Бутаков та інші учасники Аральської експедиції на березі острова Миколи (Відроження) 13 вересня 1848 (орієнтовно). Акварель Т. Шевченка

Острів було відкрито 1848 року експедицією російського гідролога Олексія Бутакова. Це був одним із найплідніших періодів для Тараса Шевченка в якості поета й художника, який був одним із учасників експедиції. Тоді він дістав назву Миколи І (рос. Николая I), а два невеличких прилеглих острівця були названі Костянтин (Константин) та Спадкоємець (Наследник). Разом з ще двома безіменними вони утворювали групу Царські острови (Царские острова).
З приходом радянської влади острів було перейменовано на Відродження (рос. Возрождения). Впродовж 1924—1926 років на острові діяв крайовий ізолятор спецпризначення. 1942 року на острові було відкрито військовий полігон. Після війни, 1948 року на острові було закрито рибзавод і облаштовано військову частину з біохімічною лабораторією, місцеве населення виселили на материк. На острові в 1980-х роках був побудований унікальний (єдиний в СРСР) аеродром, що складався з 4-х бетонних злітно-посадочних смуг у вигляді рози вітрів. Полігон функціонував до 1992 року, потім військовий контингент був передислокований, біолабораторія — демонтована, частину устаткування військові вивезли за межі острова, а частина залишилася похованою на острові.
Унаслідок обміління Аральського моря 2001 року з'єднався з суходолом і став півостровом. Пізніше періодично то ставав повністю частиною суходолу, то півостровом, в період розливів Великого Аралу (2010—2014). 2008 року компанією «ПетроАльянс» на потребу уряду Узбекистану було проведено геологорозвідувальні роботи з пошуку нафтових родовищ.

### Біохімічний полігон «Бархан»
З 1942 року по 1992-й на острові працював полігон випробувань біохімічної зброї «Бархан». 52-га польова науково-дослідна лабораторія (ПНИЛ-52) до 1941 року розташовувалась у на острові Городомля озера Селігер, поблизу міста Осташков Тверської області (військова частина 04061). З початком німецько-радянської війни лабораторія була евакуйована до Кірова, пізніше — до Саратова, а 1942 року отримала постійне місце на острові Відродження.
До 1948 року було облаштоване військове містечко Аральск-7 (Кантубек), збудовано злітно-посадкову смугу здатну приймати військовий транспорт. У містечку жили дослідники і військовослужбовці, які брали участь у випробуваннях, загалом до 1,5 тис. осіб. У містечку були зведені дитячий сад, школа, стадіон і кінотеатр. Від 1973 року полігон став основною тестовим майданчиком підприємства «Биопрепарат», яке займалося радянською секретною програмою біологічної зброї. Тут випробовували зброю на основі різноманітних патогенів: бактерій (сибірська виразка, туляремія, бруцельоз, чума, тиф, ку-гарячка), вірусів (натуральна віспа, ебола, марбург, венесуельський енцефаломієліт коней) і токсинів. Випробовували спеціально розроблені штами, стійкі до всіх відомих на той момент антибіотиків. У якості піддослідних і донорів крові використовували свійську худобу (коней, овець, ослів), диких куланів та імпортованих мавп. На початку 1990-х років містечко було евакуйоване, частину обладнання демонтували і вивезли, частину закопали.

## Населення
Через багаті на рибу навколишні води на острові періодично оселялись рибалки. Серед чагарників паслись величезні стада сайгаків, у двох бухтах гніздились водоплавні птахи. 
За радянських часів місцеве населення було виселено на материк, облаштовано військову частину Аральськ-7 (Кантубек), в якому одночасно мешкало до 1,5 тис. військовослужбовців і персоналу. За часів незалежності Узбекистану місцевість знелюдніла.

## У культурі
Одна з акваторій північного Аралу на радянських картах називалася Затока Шевченка.
Острів є локацією ряда комп'ютерних ігор:
- Call of Duty: Black Ops. Місія Відродження.
- Call of Duty: Warzone. Мережевий режим Відродження.